# Taochuanzhen (ort i Kina, Hunan Sheng, lat 25,11, long 111,08)
Taochuanzhen (kinesiska: 桃川镇) är en ort i Kina. Den ligger i provinsen Hunan, i den södra delen av landet, omkring 390 kilometer sydväst om provinshuvudstaden Changsha. Antalet invånare är 44 511. Befolkningen består av 21 409 kvinnor och 23 102 män. Barn under 15 år utgör 20,0 %, vuxna 15-64 år 71 %, och äldre över 65 år 7,0 %.
Runt Taochuanzhen är det ganska tätbefolkat, med 179 invånare per kvadratkilometer. Taochuanzhen är det största samhället i trakten. I omgivningarna runt Taochuanzhen växer huvudsakligen savannskog.
Genomsnittlig årsnederbörd är 2 015 millimeter. Den regnigaste månaden är april, med i genomsnitt 297 mm nederbörd, och den torraste är oktober, med 46 mm nederbörd.